# Bernhard Eckstein
Bernhard Eckstein (Zwochau, 21 de agosto de 1935 - Leipzig, 10 de noviembre de 2017) fue un ciclista alemán. En 1960, ganó el Campeonato Mundual en la categoría amateur de 1960 y acabó en la posición 22 en la carrera en ruta de la Juegos Olímpicos de 1960. En su carrera, obutvo seis victorias en carreras de un día, cuatro en 1958, una en 1960 (la Manx Trophy en la categoría amateur) y una en 1966.